# Luxemburg op het Eurovisiesongfestival 1961
Luxemburg nam deel aan het Eurovisiesongfestival 1961 in Cannes, Frankrijk. Het was de zesde deelname van het land aan het Eurovisiesongfestival. De Franse zanger Jean-Claude Pascal zong het lied Nous les amoureux.

## Selectieprocedure
Het lied en de zanger werden intern door de omroep gekozen. Na jaren van matige scores op het songfestival, wist Luxemburg dankzij Pascal het songfestival voor het eerst te winnen. Er zouden nog vier zeges volgen. Twintig jaar later, in 1981, deed hij nog eens mee voor het land met C'est peut-être pas l'Amérique, waarmee hij minder succes had, een elfde plaats.

## In Cannes
Op het songfestival trad Luxemburg als 14de aan. Tijdens de stemming stond het Verenigd Koninkrijk vrijwel de hele tijd bovenaan, maar met de punten van Joegoslavië begon de inhaalslag van Luxemburg. Van alle landen die daarna punten gaven, kreeg het groothertogdom punten en het Verenigd Koninkrijk niet. Toch viel de beslissing pas toen het laatste land, Spanje, de punten doorgaf. Bij de drie punten voor Luxemburg stond vast dat dat land de winnaar was: het Verenigd Koninkrijk kon, gezien de eerdere punten, niet meer dan 2 punten krijgen en dat was te weinig om Luxemburg in te halen. Zo won het groorhertogdom het festival voor het eerst.
België · Denemarken · Finland · Frankrijk · Italië · Joegoslavië · Luxemburg · Monaco · Nederland · Noorwegen · Oostenrijk · Spanje · Verenigd Koninkrijk · West-Duitsland · Zweden · Zwitserland
1956 · 1957 · 1958 · 1959 · 1960 · 1961 · 1962 · 1963 · 1964 · 1965 · 1966 · 1967 · 1968 · 1969 · 1970 · 1971 · 1972 · 1973 · 1974 · 1975 · 1976 · 1977 · 1978 · 1979 · 1980 · 1981 · 1982 · 1983 · 1984 · 1985 · 1986 · 1987 · 1988 · 1989 · 1990 · 1991 · 1992 · 1993 · 1994-2023 · 2024 · 2025